# Zatoichi Parte 6
Zatoichi parte 6 (座頭市千両首 Zatōichi senryō-kubi) "Zatoichi and the Chest of Gold", título en USA. Es una película de drama/acción Japonés, producida en el año 1964. Es la sexta de 26 entregas en total, creado por el novelista Kan Shimozawa. Zatoichi fue protagonizado durante sus 26 entregas por Shintaro Katsu.

## Sinopsis
En esta sexta entrega, un cofre con 1000 ryōs en su interior perteneciente a unos aldeanos es robado. Zatoichi es acusado del robo ya que fue visto muy cerca del lugar de los hechos. Para limpiar su nombre, Zatoichi decide ayudar a los aldeanos a descubrir quién es el culpable del atraco e intenta recuperar el botín por todos los medios.